# Летбрідж
Графство Летбрідж (англ. Lethbridge County) — муніципальний район в Канаді, у провінції Альберта.

## Населення
За даними перепису 2016 року, муніципальний район нараховував 10353 жителів, показавши зростання на 3,1%, порівняно з 2011-м роком. Середня густина населення становила 3,6 осіб/км².
З офіційних мов обидвома одночасно володіли 200 жителів, тільки англійською — 9 870, а 190 — жодною з них. Усього 2,885 осіб вважали рідною мовою не одну з офіційних, з них 10 — одну з корінних мов, а 15 — українську.
Працездатне населення становило 70,9% усього населення, рівень безробіття — 3,3% (2,7% серед чоловіків та 4,2% серед жінок). 72,5% були найманими працівниками, 27% — самозайнятими.
Середній дохід на особу становив $53 557 (медіана $37 693), при цьому для чоловіків — $65 224, а для жінок $40 909 (медіани — $47 066 та $28 109 відповідно).
28,5% мешканців мали закінчену шкільну освіту, не мали закінченої шкільної освіти — 27,3%, 44,4% мали післяшкільну освіту, з яких 28,2% мали диплом бакалавра, або вищий, 40 осіб мали вчений ступінь.
| Статево-вікова структура населення | Статево-вікова структура населення | Статево-вікова структура населення | Статево-вікова структура населення | Статево-вікова структура населення |
| ---------------------------------- | ---------------------------------- | ---------------------------------- | ---------------------------------- | ---------------------------------- |
|                                    |                                    |                                    |                                    |                                    |
| Всього                             | Всього                             | 52,4%47,6%                         |                                    |                                    |
| 0 — 14 років                       | 0 — 14 років                       |                                    | 27,1%                              | 27,1%                              |
| 15 — 64 років                      | 15 — 64 років                      |                                    | 62,4%                              | 62,4%                              |
| 65 і більше                        | 65 і більше                        |                                    | 10,6%                              | 10,6%                              |
| 85 і більше                        | 85 і більше                        |                                    | 0,8%                               | 0,8%                               |
| Середній вік (років)               | Середній вік (років)               | 34,334,0                           | 34,2                               | 34,2                               |
| Медіана (років)                    | Медіана (років)                    | 32,031,8                           | 31,9                               | 31,9                               |
| — чоловіки — жінки                 |                                    |                                    |                                    |                                    |

| Походження мешканців:     | Походження мешканців:     | Походження мешканців: | Походження мешканців: | Походження мешканців: |
| ------------------------- | ------------------------- | --------------------- | --------------------- | --------------------- |
| Походження                |                           |                       | осіб                  | %                     |
| Корінні американці        | Корінні американці        |                       | 240                   | 2.58%                 |
| Інше північноамериканське | Інше північноамериканське |                       | 1 790                 | 19.25%                |
| Європейське               | Європейське               |                       | 8 285                 | 89.09%                |
| британське                | британське                |                       | 2 735                 | 29.41%                |
| французьке                | французьке                |                       | 490                   | 5.27%                 |
| українське                | українське                |                       | 645                   | 6.94%                 |
| Латинськоамериканське     | Латинськоамериканське     |                       | 385                   | 4.14%                 |
| Африканське               | Африканське               |                       | 15                    | 0.16%                 |
| Азійське                  | Азійське                  |                       | 170                   | 1.83%                 |
| Океанійське               | Океанійське               |                       | 10                    | 0.11%                 |

| Зайнятість населення за галузями (за класифікацією NOC): | Зайнятість населення за галузями (за класифікацією NOC): | Зайнятість населення за галузями (за класифікацією NOC): | Зайнятість населення за галузями (за класифікацією NOC): | Зайнятість населення за галузями (за класифікацією NOC): |
| -------------------------------------------------------- | -------------------------------------------------------- | -------------------------------------------------------- | -------------------------------------------------------- | -------------------------------------------------------- |
|                                                          |                                                          |                                                          |                                                          |                                                          |
| Управління                                               | Управління                                               |                                                          | 22,6%                                                    | 22,6%                                                    |
| Бізнес, фінанси та адміністрування                       | Бізнес, фінанси та адміністрування                       |                                                          | 13,6%                                                    | 13,6%                                                    |
| Природничі та прикладні науки                            | Природничі та прикладні науки                            |                                                          | 2,5%                                                     | 2,5%                                                     |
| Охорона здоров'я                                         | Охорона здоров'я                                         |                                                          | 5,8%                                                     | 5,8%                                                     |
| Освіта, правозахист, муніципальні та урядові служби      | Освіта, правозахист, муніципальні та урядові служби      |                                                          | 6,8%                                                     | 6,8%                                                     |
| Мистецтво, культура, відпочинок та спорт                 | Мистецтво, культура, відпочинок та спорт                 |                                                          | 0,9%                                                     | 0,9%                                                     |
| Роздрібна торгівля та послуги                            | Роздрібна торгівля та послуги                            |                                                          | 13%                                                      | 13%                                                      |
| Гуртова торгівля, транспорт та обладнання                | Гуртова торгівля, транспорт та обладнання                |                                                          | 20,1%                                                    | 20,1%                                                    |
| Природні ресурси, сільське господарство                  | Природні ресурси, сільське господарство                  |                                                          | 13%                                                      | 13%                                                      |
| Виробництво                                              | Виробництво                                              |                                                          | 1,7%                                                     | 1,7%                                                     |

## Населені пункти
До складу муніципального району входять місто Летбридж, містечка Коулгерст, Пікчер-Б'ют, Коулдейл, села Ноблфорд, Баронс, а також хутори, інші малі населені пункти та розосереджені поселення.

## Клімат
Середня річна температура становить 6,3°C, середня максимальна – 24,6°C, а середня мінімальна – -14,3°C. Середня річна кількість опадів – 380 мм.
| Клімат поселення                              | Клімат поселення | Клімат поселення | Клімат поселення | Клімат поселення | Клімат поселення | Клімат поселення | Клімат поселення | Клімат поселення | Клімат поселення | Клімат поселення | Клімат поселення | Клімат поселення | Клімат поселення |
| Показник                                      | Січ.             | Лют.             | Бер.             | Квіт.            | Трав.            | Черв.            | Лип.             | Серп.            | Вер.             | Жовт.            | Лист.            | Груд.            |                  |
| Середній максимум, °C                         | −0,59            | 2,75             | 7,36             | 13,30            | 18,67            | 22,99            | 24,56            | 24,20            | 18,79            | 13,36            | 4,91             | 0,20             |                  |
| Середня температура, °C                       | −7,43            | −4,08            | 0,51             | 6,46             | 11,82            | 16,16            | 18,89            | 18,53            | 13,13            | 7,70             | −0,77            | −5,44            |                  |
| Середній мінімум, °C                          | −14,25           | −10,91           | −6,31            | −0,38            | 4,98             | 9,34             | 13,22            | 12,87            | 7,46             | 2,03             | −6,43            | −11,12           |                  |
| Норма опадів, мм                              | 17               | 12               | 23               | 31               | 52               | 74               | 42               | 42               | 38               | 17               | 16               | 16               |                  |
| Середньомісячна швидкість вітру, м/с          | 4.60             | 4.28             | 4.60             | 4.60             | 4.40             | 4.10             | 3.60             | 3.50             | 3.89             | 4.49             | 4.70             | 4.60             |                  |
| Середньомісячна сонячна радіація, кДж/м²·день | 4586             | 8099             | 13282            | 17370            | 20999            | 22098            | 23700            | 20371            | 14656            | 8923             | 4827             | 3672             |                  |
| --------------------------------------------- | ---------------- | ---------------- | ---------------- | ---------------- | ---------------- | ---------------- | ---------------- | ---------------- | ---------------- | ---------------- | ---------------- | ---------------- | ---------------- |
| Джерело:                                      |                  |                  |                  |                  |                  |                  |                  |                  |                  |                  |                  |                  |                  |